# Abolitionismus (Kriminologie)

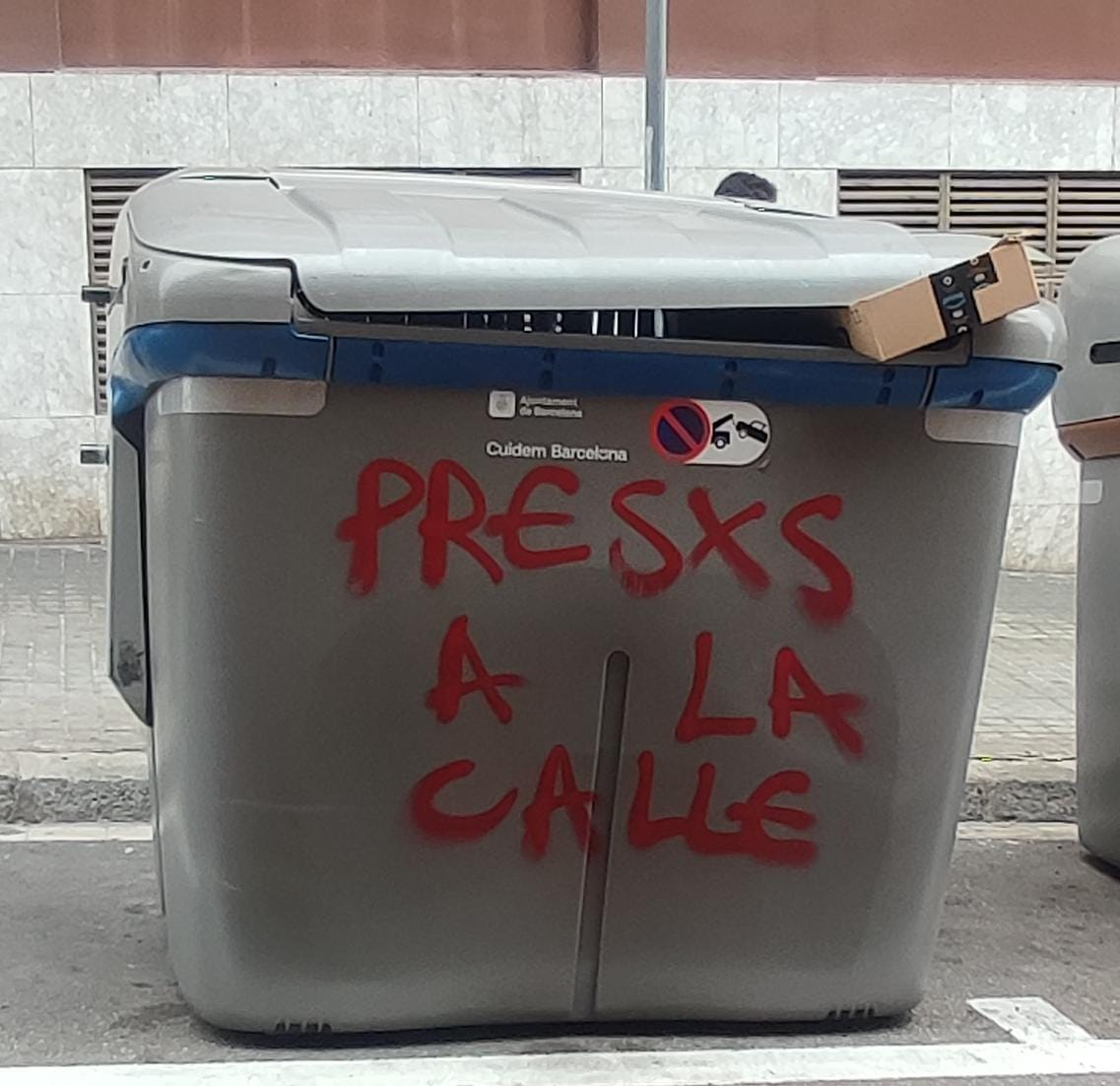
Spanischsprachiges Graffiti in Barcelona, deutsch etwa: Gefangene auf die Straße. (2022)

Als Abolitionismus werden aktivistische Strömungen innerhalb der Kriminologie bezeichnet, deren kriminalpolitische Ansätze den Verzicht auf die totale Institution des Gefängnisses, die Abschaffung der Polizei, oder – in einem noch umfassenderen Sinne – die Abschaffung des Strafrechts fordern. 

## Vertreter

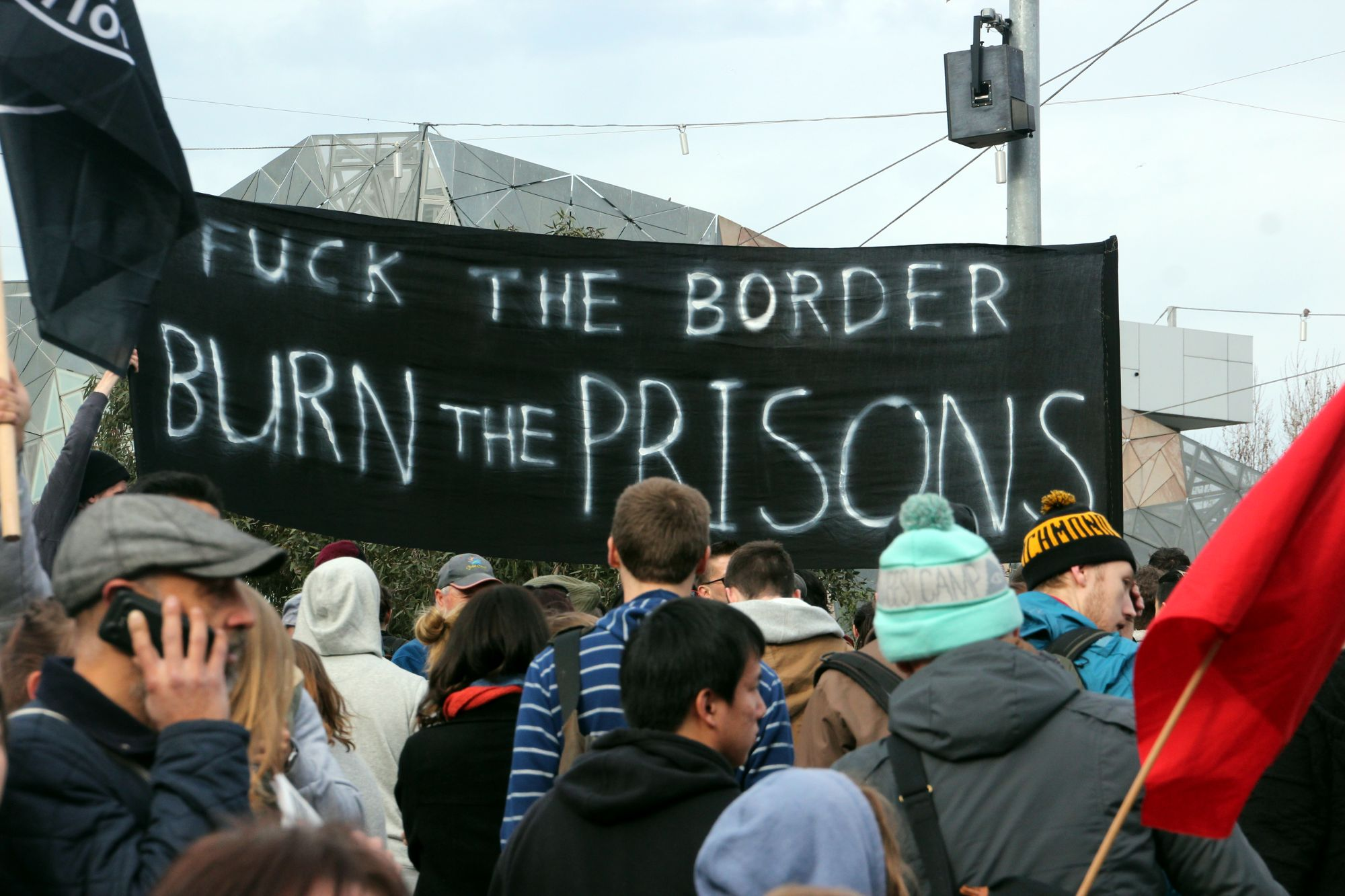
Transparent in Melbourne 2013 gegen die Inhaftierung Geflüchteter und Asylsuchender: Fuck the border - burn the prisons

Zu den bekanntesten neueren Abolitionisten gehören u. a. Harold Pepinsky, Angela Davis, Ruth Wilson Gilmore (USA) und David Scott (England). Weitere Vertreter des kriminologischen Abolitionismus sind Fay Honey Knopp, Ruth Morris, Nils Christie, Thomas Mathiesen, Herman Bianchi und Louk Hulsman. Im deutschsprachigen Raum haben sich Sebastian Scheerer, Johannes Feest, Heinz Steinert und Wolfgang Stangl als Vertreter einer abolitionistischen Perspektive hervorgetan. Teilweise wird auch Gustav Radbruch (1878–1949) als Vorläufer eines abolitionistischen Ansatzes betrachtet.
Anarchistische Opposition zur Haft kann bereits in Aufsätzen von 1851 gefunden werden, und wurde von einflussreichen anarchistischen Denkern wie Proudhon, Bakunin, Berkman, Goldman, Malatesta, Bonano, und Kropotkin gefordert.
Zu den abolitionistischen Organisationen gehören KROM (Norwegen), Inquest (England), Critical Resistance (USA), Justice Action (Australien) und das Anarchist Black Cross.

## Abschaffung des Gefängnisses bzw. des Strafrechts
Als ein Vorläufer des kriminologischen Abolitionismus wird für den deutschsprachigen Raum häufig der Rechtsphilosoph und Strafrechtsdenker Gustav Radbruch (1878–1949) angesehen. Dieser betrachtete es als „das unendliche Ziel der Kriminalpolitk“, das Strafrecht selbst durch Schaffung von „etwas Besserem als Strafrecht“, durch ein Besserungs- und Bewahrungsrecht zu überwinden.

Im Übrigen werden die eigentlichen Ursprünge des kriminologischen Abolitionismus meist im angelsächsischen Raum, vor allem in den USA, verortet. Hier knüpfte der kriminologische Abolitionismus nicht nur vom Namen her an die abolitionistische Bewegung zur Abschaffung der Sklaverei an, indem z. B. das Gefängnis als Ort einer neuen Form der Sklaverei bezeichnet wurde. Ein zentraler Wendepunkt in der Entstehung der Bewegung war Gefängnisaufstand in der Attica Correctional Facility 1971. Schon in den vorangegangenen Jahren hatte sich unter Gefängnisinsassen und gefördert durch radikale Bewegungen wie den Black Panthers in den USA ein radikales Selbstverständnis verbreitet. Eine besondere Rolle spielten inhaftierte radikale Schwarze Muslime, die beispielsweise durch Lesekreise und Bildungsverständnissen ein revolutionäres Bewusstsein unter ihren Mithäftlingen fördern wollten und sich dabei auch auf antikoloniale und anti-imperialistische Bewegungen und Theorien bezogen. Aktivisten versuchten Häftlinge als Klasse zu organisieren und zu mobilisieren und dabei breite Bündnisse zwischen unterschiedlichen Gruppen zu schmieden. Sie organisierten Streiks und die Anzahl der Aufstände in Gefängnissen nahm ständig zu. Die Bewegung vertrat anfangs hauptsächlich reformistische Forderungen, die sich auf die Verbesserung der Umstände im Gefängnis bezogen. Nachdem aber selbst die Hoffnungen auf solche Reformen häufig enttäuscht wurde, radikalisierte sich die Bewegung weiter und begann, das komplette Gefängnissystem in Frage zu stellen. Die daraus folgende Forderung nach der Abschaffung des Gefängnissystems spielte im Aufstand in Attica eine große Rolle und machte die Forderung bekannter. 

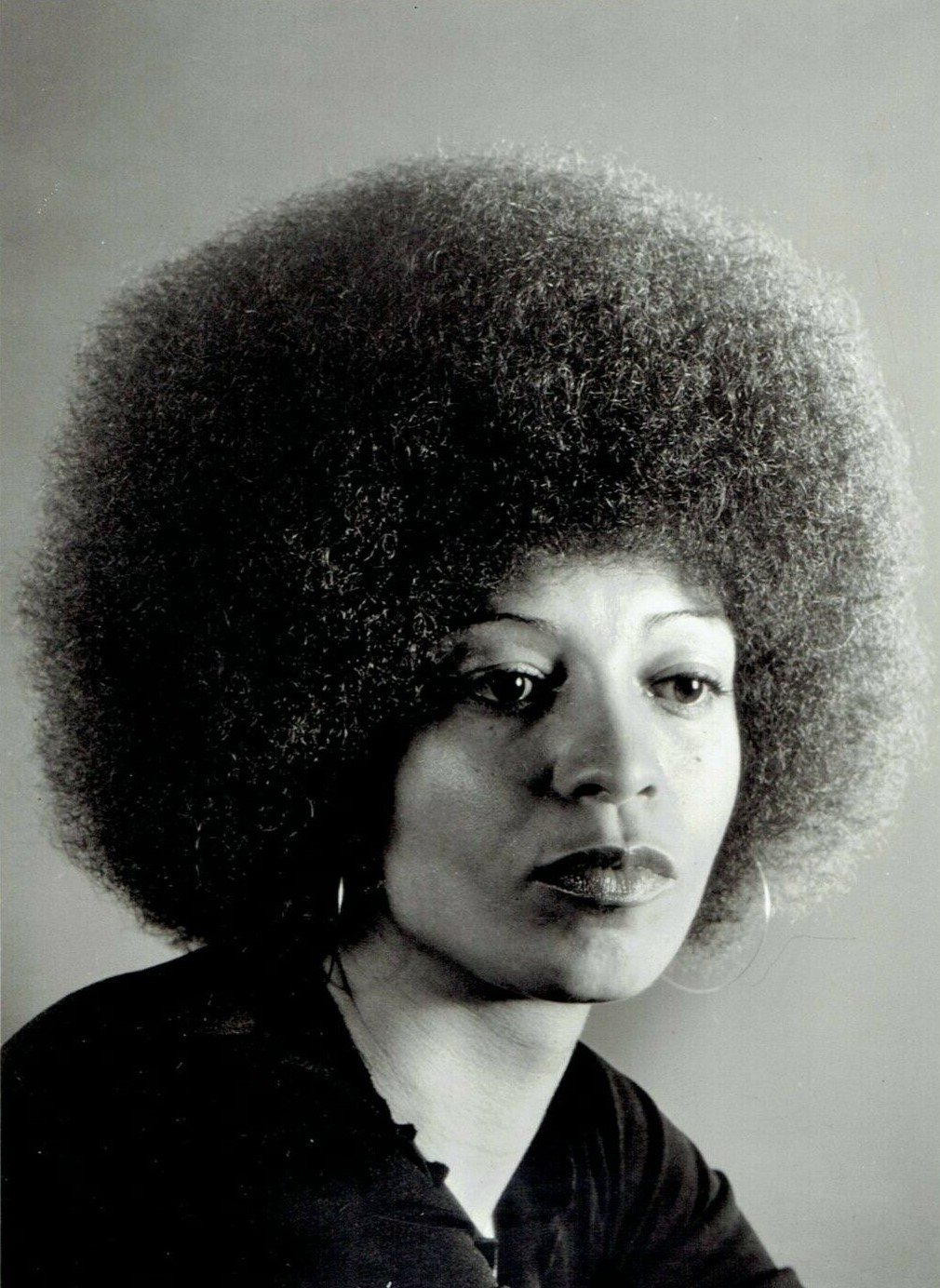
Angela Davis (1974), eine der bekanntesten US-amerikanischen Abolitionistinnen

Im Anschluss an die Attica Prison Riots und ähnliche Gefängnisaufstände in Europa veröffentlichte Thomas Mathiesen 1974 sein Buch „The Politics of Abolition“, das, so Angela Davis, für die Entstehung der Prison-Abolition-Bewegung von großer Bedeutung war. Er versuchte dadurch die Bewegung zur Reform des Gefängnis weiter zur radikalisieren und setzte sich für die Abschaffung von Gefängnissen ein. Eine ähnliche Rolle spielte in den USA Fay Honey Knopps Band Instead of Prison: A Handbook for Prison Abolitionists (1976). Bis in die Mitte der 1980er Jahre kam es in den Niederlanden auch zu entsprechenden Reformversuchen, als aber später wieder die Anzahl der Gefängnisse zunahm, gewann die abolitionistische Bewegung erneut an Zuspruch. In den USA trug die Gründung des Kollektivs Critical Resistance 1997 zu einer vertieften Auseinandersetzung mit abolitionistischem Denken bei. Die Black-Lives-Matter-Proteste gegen Polizeigewalt trugen auch zur Popularisierung abolitionistischer Forderungen bei.

### Kritik und Ziele
Der Gefängnisabolitionismus lässt sich sowohl als negatives Projekt als auch als positives, konstruktives Projekt betrachten. Als negatives Projekt kritisiert er bestehende Praxen des Strafvollzugs und fordert die Abschaffung von Gefängnissen. Zu der vorgebrachten Kritik gehört, dass der Strafvollzug nicht wirksam zur Rehabilitierung und Resozialisierung von Tätern beitrage. Die Annahme der Notwendigkeit von Gefängnissen zur Besserung von Tätern bezeichnet Johannes Feest deshalb „als die große Lebenslüge unserer Kriminalpolitik“. Auch den Beitrag zur öffentlichen Sicherheit stellt Feest in Frage, weil zwar die inhaftierten Täter während ihrer Haft keine Straftaten begehen könnten, sich die entstehenden „ökologischen Lücken“ aber auch ohne sie schnell füllen würden. Auch eine abschreckende Wirkung des Strafvollzugs sei angesichts der verfügbaren Empirie zweifelhaft. Er kritisiert zudem die Arbeitspflicht für Strafgefangene in vielen Bundesländern, das aus der unzureichenden Entlohnung und fehlenden Sozialversicherungsabgaben entstehende Armutsrisiko, der Zwang zum zölibatären Leben in getrenntgeschlechtlichen Gefängnissen sowie die Tatsache, dass durch Gefängnisstrafen auch Kinder, Partner und Freunde von Tätern mitbestraft würden. In den USA bezieht sich die Kritik am Gefängnissen auch auf den Prison-Industrial-Complex (PIC, von Mike Davis in Anlehnung an „militärisch-industrieller Komplex“ geprägt). Hervorgehoben wird dabei die Tatsache, dass ein beträchtlicher Teil der Bevölkerung der Vereinigten Staaten inhaftiert ist und die gesamte Gefängnispopulation etwa zwei Millionen Menschen umfasst, von denen wiederum überproportional viele Menschen aus marginalisierten Gruppen wie Afroamerikanern stammen. Seit den 1960er Jahren habe die US-Politik verstärkt versucht auf soziale und ökonomische Probleme punitiv zu reagieren. Die Logik des Bestrafens, die eng mit zeitgenössischen rassistischen und kapitalistischen Praktiken sowie der Geschichte der Sklaverei in den USA verknüpft sei, beeinflusse heute somit weite Teile der Gesellschaft.
Abolitionisten schlagen als Alternativen zum Gefängnis u. a. die Entkriminalisierung möglichst vieler Delikte oder außerstrafrechtliche Streitschlichtung vor. Viele kriminalsoziologische Abolitionisten sind grundsätzlich der Meinung, dass der Staat nicht das richtige Organ sein kann, um die Art und Weise der Bestrafung festzusetzen. Ihrer Ansicht nach sollten das nähere Umfeld eines Täters oder eines Opfers die Möglichkeit haben, eine geeignete Reaktion festzusetzen. Geeignete Modelle hierfür könnten Community Accountability, Restorative Justice oder Transformative Justice darstellen. Angela Davis schlägt zudem unter dem (von W. E. B. DuBois entlehnten) Stichwort „Abolition Democracy“ vor, Gefängnisse als Reaktion auf menschliche Bedürfnisse und soziale Probleme zu verstehen, die ohne Gefängnisse lösbar seien. Ziel abolitionistischer Politik solle es also sein, mit Problemen ohne Rückgriff auf strafrechtliche Maßnahmen zu reagieren und gleichzeitig die Bedingungen, die zum Entstehen dieser Probleme beitragen, zu bekämpfen. Die Quäkerin, Aktivistin und Therapeutin Fay Honey Knopp legte ab 1976 die Strategie attrition vor, die den zunehmenden Abbau des Gefängnissystems durch einen Prozess von Abnutzung, Verschleiß und Zermürbung vorsah:
- Verzicht auf jegliche Gefängnis-Neubauten (englisch: moratorium)
- Entwicklung von zusätzlicher Entlassungsmöglichkeiten (decarceration)
- Entwicklung von Alternativen zur Einsperrung (excarceration)
- Beschränkungen der Einsperrung auf Wenige (restraint of the few)
- Aufbau einer aufnahmebereiten Gesellschaft (caring community)

Viele Abolitionisten, wie etwa Davis oder Ruth Wilson Gilmore gehen davon aus, dass dafür eine Abkehr vom kapitalistischen Wirtschaftssystem der USA und ein sozialistisches oder kommunistisches System notwendig sei.
Wird lediglich eine teilweise Abschaffung der Gefängnisse bzw. eine Reduktion strafrechtlicher zugunsten alternativer Reaktionen auf Kriminalität diskutiert, wird nicht von Abolitionismus, sondern eher von Diversion gesprochen.

## Polizeikritik

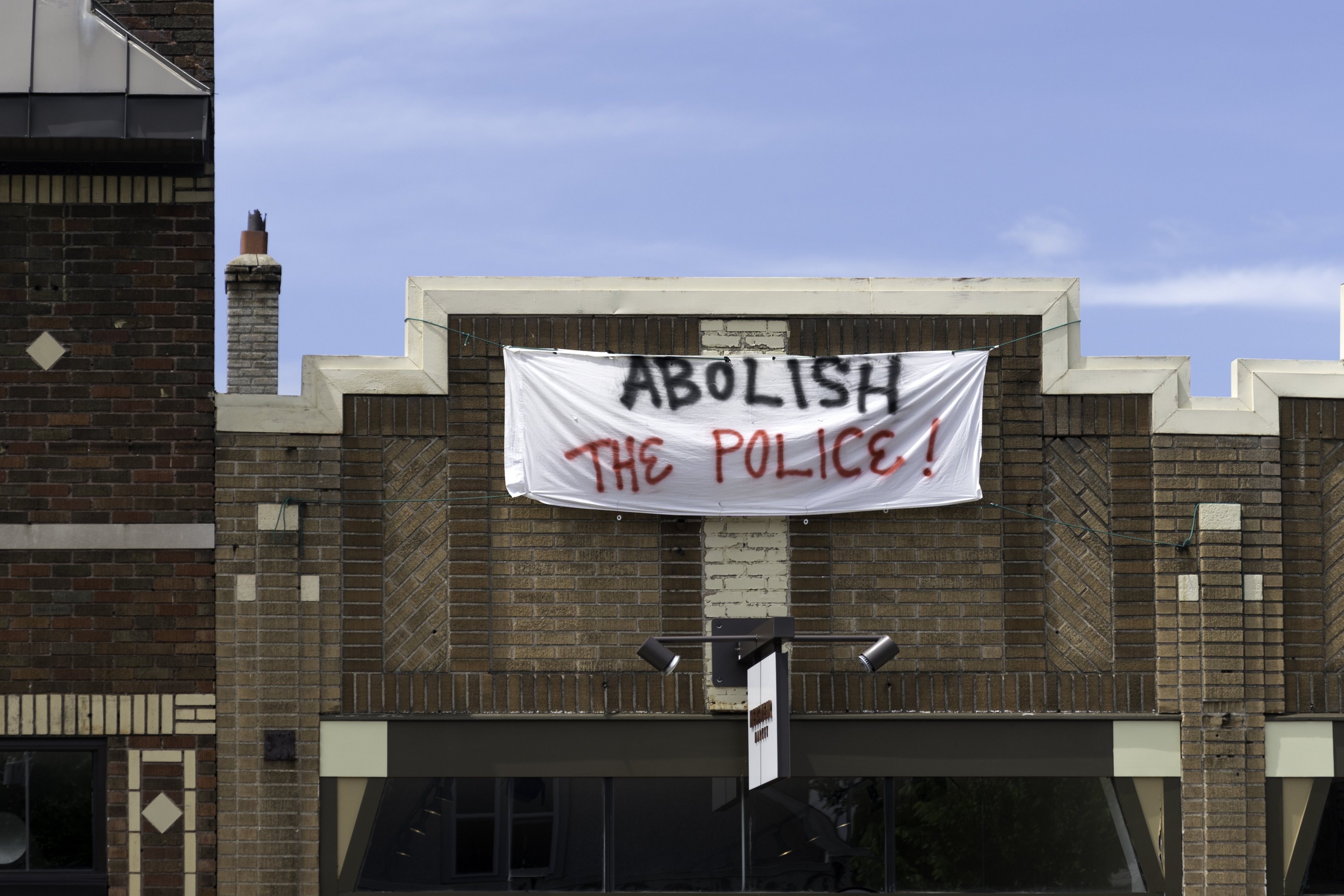
Ein Banner mit der Forderung „Abolish the Police!“ (dt. Polizei Abschaffen!) in Minneapolis

Abolitionistische Kritiken der Polizei setzten sich für ihre Abschaffung oder Überwindung ein. Sie setzten sich für andere Formen der gesellschaftlichen Problembearbeitung und Konfliktbehandlung ein, die den Schutz von Betroffenen sicherstellen und Täter sinnvoll zur Rechenschaft ziehen, ohne auf die polizeiliche Rechtsdurchsetzung zurückzugreifen. Das bedeutet beispielsweise, dass Institutionen in anderen Bereichen wie Medizin, Bildung oder der demokratischen Mitbestimmung gestärkt oder neu gedacht werden sollen. Polizeiabolitionistische Gruppen versuchen häufig, „bereits innerhalb der bestehenden Gesellschaft die Keimzellen alternativer Gemeinschaftsformen aufzubauen“. Polizeiabolitionistische Forderungen unter der Parole „disband, disempower, and disarm the police!“ (dt.: „die Polizei auflösen, entmachten und entwaffnen!“) und mit einem Fokus auf rassistische Polizeigewalt gewannen nach den Protesten um den Todesfall Michael Brown an Sichtbarkeit im öffentlichen Diskurs. Abolitionistischer Aktivismus findet häufig in einem Spannungsverhältnis zwischen kurzfristigen Zielen, die primär Schaden abwenden wollen, und langfristigen Zielen, die eine gesellschaftliche (häufig antikapitalistische) Transformation beinhalten, sowie zwischen eher liberalen und radikalen Ansätzen des Abolitionismus statt. Mit Slogans wie „Defund the Police!“ (dt.: „Entzieht der Polizei die Finanzierung!“) fordern Vertreter der Abolitionismus-Bewegung, öffentliche Ressourcen stärker zur Bekämpfung der Ursachen von Gewalt und Kriminalität statt zu ihrer polizeilichen Bekämpfung einzusetzen.